# Hamadryas amphichloe
Hamadryas amphichloe är en fjärilsart som beskrevs av Jean Baptiste Boisduval 1870. Hamadryas amphichloe ingår i släktet Hamadryas och familjen praktfjärilar. Inga underarter finns listade i Catalogue of Life.